# Comuna Radziejów
Gmina Radziejów este o comună (în poloneză: gmina) rurală în powiat Radziejów, voievodatul Cuiavia și Pomerania, Polonia.
Comuna acoperă o suprafață de 92,6 km² și are, potrivit datelor din anul 2006, o populație de 4.402.